# Radicaal 77
Radicaal 77 is een van de 34 van de 214 Kangxi-radicalen dat bestaat uit vier strepen.
In het Kangxi-woordenboek zijn er 99 karakters die dit radicaal gebruiken.

## Karakters met het radicaal 77

Japans stopbord

| Strepen | Karakter    |
| ------- | ----------- |
| + 0     | 止          |
| + 1     | 正          |
| + 2     | 此          |
| + 3     | 步          |
| + 4     | 武 歧 歨 歩 |
| + 5     | 歪 歫       |
| + 6     | 歬 歭       |
| + 8     | 歮          |
| + 9     | 歰 歱 歲 歳 |
| + 10    | 歴          |
| + 11    | 歵          |
| + 12    | 歷          |
| + 14    | 歸          |

Orakelbotkarakter
Bronskarakter
Groot zegelkarakter
Klein zegelkarakter